# 阿默湖畔黑尔兴
阿默湖畔黑尔兴（德語：Herrsching am Ammersee，官方拼写为，發音：[ˈhɛʁʃɪŋ ʔam ˈʔamɐˌzeː] ⓘ）是德国巴伐利亚州上巴伐利亚行政区施塔恩贝格县的市镇，面积20.88平方千米，2023年12月31日人口为11,045人。